# کارولینا پلیشکووا
 کارولینا پلیشکووا (انگلیسی: Karolína Plíšková؛ زادهٔ ۲۱ مارس ۱۹۹۲) یک تنیس‌باز اهل جمهوری چک است.